# Ema da Baviera
Ema da Baviera ou Ema de Altdorf (em alemão:  Hemma; 808 — 31 de janeiro de 876 ) foi rainha consorte da Frância Oriental como esposa de Luís, o Germânico.

## Biografia
Ela era filha do Duque Guelfo I de Altdorf e de Edviges da Baviera. Ela era irmã da Rainha Judite. Já que sua irmã Judite era casada com o seu sogro Luís I, o Piedoso, ela não era apenas irmã de Judite, mas também sua nora.
Ela e seu marido, Luís, o Germânico, com quem se casou em 827, tiveram sete filhos. Destes, três eram homens: Carlomano, Luís III, o jovem, e Carlos III, o Gordo e quatro filhas, chamadas Hildegarda, Ermengarda, Berta e Gisela. As três primeiras seguiram vida religiosa e de Gisela não se sabe nada mais.
Ema liderou um exército contra o príncipe Adelquis de Benevento, que se rebelou contra seu marido, tendo ele fugido de bote para Córsega.
Ema ficou paralisada em 874, e morreu em 31 de janeiro de 876, em Ratisbona. A rainha foi sepultada na Abadia de São Emerano, em Ratisbona. Seu túmulo é considerado um dos mais importantes monumentos alemães do século XIII.